# Erikskrönikan

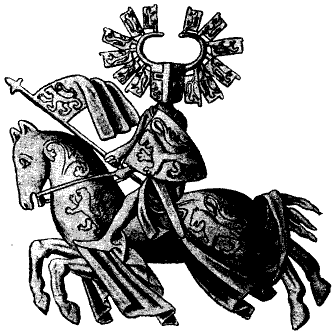
Krönikans hjälte Erik Magnusson.

Erikskrönikan är en medeltida rimkrönika som redogör för Sveriges politiska historia under cirka hundra år. Den börjar under kung Erik Erikssons regeringstid men tyngdpunkten ligger i ett försök av författaren att ge en samlad bild av perioden från omkring 1250 till kungavalet 1319, då den treårige Magnus Eriksson utsågs till kung. Det är den äldsta i den svit av krönikor som skildrar medeltidens politiska historia i Sverige, och Sveriges äldsta berättande källa, i betydelsen ett skriftligt dokument som framställts med syftet att ge läsaren, eller snarare lyssnaren, en detaljerad version av ett längre händelseförlopp. Som alla berättande källor har den en viss tendens, i detta fall en karaktär av politisk partsinlaga. Den tar klart ställning för en part: krönikans hjälte och huvudperson är, som redan namnet antyder, hertig Erik Magnusson.
Erikskrönikan är skriven på knittel och omfattar i sin äldsta version 4543 versrader. Författaren är okänd men olika omständigheter har ansetts antyda att han bör ha varit en drotsen Mats Kettilmundsson närstående person. Den senaste teorin är dock att det i stället är lagmannen Birger Persson, den heliga Birgittas far, som är krönikans tillskyndare.

## Handskrifterna
Originalkrönikan har inte bevarats. Erikskrönikan är känd från sex olika handskrifter från 1400-talets andra hälft, vilka brukar betecknas med bokstäverna A-F, och dessutom i 14 senare versioner (G-T), de nyaste från 1600-talets början. Filologiska undersökningar har gett vid handen att A (Codex Holmensis B2) är den äldsta bevarade versionen, skriven omkring 1450–1470.
Enligt en äldre uppfattning, företrädd av Klemming, var det handskrift B, Codex Verelianus, som var äldst. Klemmings uppfattning byggde dock uteslutande på att B daterar sig själv till 1457. Klemming antog dock att det var färre led mellan originalet och A än mellan originalet och B/C vilka dessutom uppvisar ett inbördes beroende. Hans granskning omfattade samtliga handskrifter utom T (påbörjad 1576) som var okänd för honom och först undersöktes av Rolf Pipping.
Pipping visade i sin avhandling att texten i den förlaga som A direktkopierats från har passerat ytterligare två led (kopieringar) innan B och C tillkommit. Oavsett datering kan man alltså med säkerhet säga att A texthistoriskt är två generationer äldre än B och C och därför betydligt närmare innehållslig identitet med originalet. Både Klemming och Pipping valde därför att trycka sina vetenskapliga utgåvor efter Codex Holmensis B2.
Helge Toldberg kritiserade senare Pippings slutsatser gällande vissa av handskrifterna D-T och menade att den version av Erikskrönikan som finns i dem i vissa avseenden säger mer om "arketypen" än A-C. Även Toldberg höll dock med om att A är den bästa versionen. Till denna uppfattning har även Kjell Kumlien och den senaste utgivaren av krönikan, Sven-Bertil Jansson, anslutit sig.
Av den svenska krönikesviten ingår i handskrifterna A-C endast Erikskrönikan, medan D-F innehåller även Karlskrönikan. De två krönikorna har i D-F sammanskrivits med hjälp av den så kallade förbindelsedikten. I det sammanhanget har det också skrivits en ny inledning som för tillbaka händelseförloppet till Erik den heliges tid. Av inledningen framgår tydligt att dess syfte varit att försöka bevisa kung Karl Knutssons härstamning från Erik.
Handskrifterna D-F som samtliga tillkommit efter 1480 är uppenbarligen kopior av versioner som framställts i Karl Knutssons kansli. En av dessa, som tillhört franciskankonventet i Stockholm och nu förvaras i Uppsala universitetsbibliotek, är innehållsligt identisk med den som Ericus Olai använt som förlaga till sin krönika som han troligen skrev på 1460-talet.

## Originalets tillkomst
Originalets datering försvåras givetvis av att det inte längre existerar men en allmänt accepterad uppfattning är att Erikskrönikan har författats under 1320-talet eller i början av 1330-talet. I krönikan skildras dödsdomen mot Magnus Birgersson från 1320, vilket ger en tidigaste gräns för dess tillkomst. Dessutom förekommer en "ung" riddare vid namn Bo, med en bön för hans själ. Denne har identifierats med Bo Nilsson (Natt och Dag), som författade ett testamente år 1322 och troligen dog kort tid efteråt, vilket ytterligare skulle flytta fram gränsen. Det finns dock även andra punkter att utgå från, främst att kung Birger nämns som fördriven för att aldrig kunna återkomma, vilket skulle tyda på att krönikan tillkom före dennes död 31 maj 1321. Det finns heller inget som definitivt identifierar krönikans riddar Bo med Bo Nilsson, samt vissa tveksamheter i de omständigheter där denne omnämns, vilket får Christian Lovén och Herman Bengtsson att förkasta identifikationen.
Erikskrönikans författare har varit väl förtrogen med den samtida europeiska litteraturen, såsom till exempel de franska Chanson de geste. Stilistiskt finns det stora likheter med ungefär samtida krönikor i Livland och Braunschweig. 
Vad gäller sakinnehållets tradering har oenighet rått inom forskningen om den muntliga traditionens betydelse. Medan till exempel Ingvar Andersson hävdat att det framför allt är annalerna som tjänstgjort som författarens huvudkällor, har till exempel Salomon Kraft fört fram en rakt motsatt uppfattning. Forskningens nuvarande ståndpunkt är närmast en kompromiss. Man menar att krönikeförfattaren delvis har byggt sin framställning på de äldsta annalerna medan de nyare i sin tur hämtat stoff från Erikskrönikan i ett slags rundgång. Man anser det klart bevisat att 1400-talsannalerna, till exempel Chronologia anonymi, starkt påverkats av Erikskrönikan.
Under diskussionen om författarens källor uppmärksammades tidigt en märklig lucka i framställningen, omfattande åren 1314–1317, som man inte hittat någon säker orsak till. Eftersom de första versraderna efter luckan verkar handla om avslutningen på ett möte av något slag, har man velat dra slutsatsen att luckan uppstått av politiska skäl. Någon med befogenhet att göra det antas alltså eventuellt ha censurerat krönikan. En mer prosaisk förklaring är att de saknade styckena helt enkelt skadats i ett tidigt skede.
Stor enighet råder inom forskningen om att Erikskrönikan har tillkommit på initiativ av en eller flera aktiva anhängare till hertig Erik, och därigenom har Mats Kettilmundsson fått en framträdande roll. Enighet råder också i stort sett om att krönikan endast har en författare. Olika identifikationsförsök har gjorts, men inget har varit övertygande. Bengt R. Jonsson, tidigare chef för Svenskt visarkiv, har i ett postumt utkommet arbete gjort gällande att författaren är en viss Tyrgils Kristineson, som på mödernet var befryndad med högaristokratin. Denna teori
har bemötts med kritik från Roger Axelsson som hävdar att Jonsson gjort en person av två och att Tyrgils Kristinesons exstens ska betraktas som en faktoid.  

## Erikskrönikan som politiskt dokument
Krönikan framställer hertig Erik som det förkroppsligade riddaridealet medan de samtida dokumenten snarare ger en bild av en kallt beräknande realpolitiker som med alla medel försökte skapa ett nordiskt rike med sig själv som kung. Den stormannakrets som slöt upp kring honom var nog inte så intresserad av hertig Erik som ny kung, snarare handlade sidvalet om en reaktion mot den starka centraliserade kungamakt som etablerats av Magnus Ladulås. Krönikans skildring av kungavalet 1319 är belysande. Den understryker aristokratins bestämda uppfattning om Sverige som ett valrike.
Erikskrönikan har som berättande källa också blivit ett problem för den politiska historieskrivningen gällande tiden före kampen mellan Birger Magnusson och hans bröder. Det framgår tydligt att för krönikeförfattaren var redan Erik Erikssons regeringstid några få generationer tidigare en rätt så dunkel tidsperiod om vilken hans kunskaper var mycket begränsade. Inte mycket bättre är läget för Birger jarls tid. Ur de omkring 400 versrader som handlar om Birger jarls verk kan man endast få ut ett tiotal historiska faktauppgifter om jarlen, resten är diktning. Krönikeförfattarens detaljkunskaper blir påtagligt bättre först när han kommer till tiden efter Magnus Ladulås död 1290.
Det kanske största problemet för den historiska forskningen är att flera sakuppgifter från den tid som Erikskrönikan behandlar inte är kända från någon annan källa, till exempel hur valet av Valdemar Birgersson till kung och Nyköpings gästabud gick till. Med tanke på krönikans politiska tendens och författarens uppenbart dimmiga kunskaper om tiden före Magnus Ladulås är dessa uppgifter mycket svårbedömda vad gäller sanningshalten. Den strängt källkritiska weibullska historietraditionen har tenderat att avfärda vissa av krönikans uppgifter som sagostoff, invävt som utfyllnad i krönikan av en fantasifull författare som inte vill avslöja att han helt enkelt inte vet hur en del av det han vill berätta om har gått till.

## Tryckta utgåvor
- Svenska medeltidens rimkrönikor. Del 1, Gamla eller Eriks-krönikan  : folkungarnes brödrastrider  : med en kort öfversigt af närmast föregående tid, 1229-1319. Samlingar utgivna av Svenska fornskriftsällskapet. Serie 1, Svenska skrifter, 0347-5026 ; 17:1. Stockholm: Norstedt. 1865. Libris 487085
- Erikskrönikan enligt Cod. Holm : D.2 jämte avvikande läsarter ur andra handskrifter  / utg. av Rolf Pipping.. Samlingar utgivna av Svenska fornskriftsällskapet. Serie 1, Svenska skrifter, 0347-5026 ; 68 = H. 231 (Nytr. (med ett tillägg)). Uppsala. 1963. Libris 12347. https://litteraturbanken.se/forfattare/Anonym/titlar/Erikskronikan1963/sida/iii/faksimil
- Erikskrönikan / redigering, inledning och kommentar: Sven-Bertil Jansson.. (Ny utg.). Stockholm: Prisma. 2003. Libris 11830192. http://litteraturbanken.se/forfattare/Anonym/titlar/Erikskronikan/info - Med delvis moderniserad ortografi.